# バグラダス川の戦い (紀元前240年)
バグラダス川の戦い（バグラダスがわのたたかい、英語: Battle of the Bagradas River）は、古代カルタゴの内乱である傭兵戦争の最中の紀元前240年に、バグラダス川（現在のメジェルダ川）において、ハミルカル・バルカが率いるカルタゴ軍とスペンディウスが率いる反乱軍の間で起こった戦闘である。
カルタゴは敗北に終わった第一次ポエニ戦争の終結後に傭兵に対する報酬の減額を試み、これに傭兵たちが反発したことで傭兵戦争の名で知られる反乱が起こった。反乱軍はカルタゴの北方に位置するウティカとヒッポ（現在のビゼルト）を封鎖し、これに対してカルタゴの将軍の大ハンノに率いられたカルタゴ軍が紀元前240年の初頭にウティカの救援を試みた。しかし、この大ハンノの軍事作戦は失敗に終わった。同じ年にカルタゴで新しい部隊が編成され、この部隊は第一次ポエニ戦争の最後の6年間にシチリアでカルタゴ軍を率いていたハミルカル・バルカの指揮下に置かれた。
ハミルカルに率いられたカルタゴ軍は反乱軍に察知されることなくバグラダス川の河口から対岸へ渡ることに成功した。これに対して反乱軍を率いるスペンディウスはウティカで野営していた部隊とバグラダス川の下流に架かる唯一の橋を守っていた部隊の大半を率いてカルタゴ軍がいる場所へ軍を進めた。ハミルカルは反乱軍が自軍の視界に入ると退却を装うように命じたが、経験の浅い兵士が多かった反乱軍はこれを見ると無秩序に追い始めた。カルタゴ軍は反乱軍が接近すると一転して向きを反転させて反乱軍に突入し、完全に隊形が崩れていた反乱軍はパニックに陥り総崩れとなって敗走した。
この勝利によってハミルカルは戦略面における主導権を握っただけでなく自由に作戦行動を展開できるようになり、反乱軍に味方した都市に対し外交努力と実力行使を交えることでこれらの都市のカルタゴに対する忠誠を取り戻した。その後、ハミルカルとスペンディウスは現在のチュニジア北西部の山岳地帯で戦い、ハミルカルが再び勝利を収めた。傭兵戦争はさらに2年にわたって続いたが、カルタゴは紀元前238年に起こったレプティス・パルウァの戦いに勝利して反乱の最終的な鎮圧に成功した。

## 背景
紀元前3世紀に地中海西部の二大勢力であったカルタゴと共和制ローマの間で起こった第一次ポエニ戦争は紀元前264年から紀元前241年までの23年間にわたって続いた。双方の勢力は主に地中海のシチリアとその周辺海域、そして北アフリカで覇権を争った。シチリアでカルタゴとローマの戦争が続いている間、カルタゴの将軍の大ハンノが一連の軍事作戦を指揮し、アフリカにおけるカルタゴの支配地を大きく拡大させた。大ハンノはカルタゴの南西300キロメートルに位置するテウェステ（現在のアルジェリアのテベッサ）まで支配地域を広げ、自らの軍事作戦とローマとの戦争のために新しく征服した土地から厳しく税を取り立てた。あらゆる農業生産物の半分が戦時税として徴収され、すべての町や都市が納めるべき税金は2倍にされた。これらの強制的な税の取り立ては厳しく実行され、多くの地域に極端な窮状をもたらした。
第一次ポエニ戦争はカルタゴとローマの双方が莫大な物的資源と人的資源を喪失した末にカルタゴの敗北に終わった。カルタゴの元老院はシチリアの軍司令官のハミルカル・バルカに全権を委任して講和条約の交渉を命じた。降伏の必要はないと確信していたハミルカルは憤然としてシチリアを去り、交渉を自分の副官のギスコに委ねた。そして両国の間で講和条約が結ばれ、第一次ポエニ戦争は終結した。

### 反乱の勃発

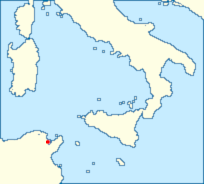
カルタゴの位置（地中海中部）

戦争終結時にシチリアに駐留していた20,000人のカルタゴ軍の撤退はギスコの手に委ねられた。ギスコは軍隊を出身地ごとの小さな部隊に分け、これらの部隊を一つずつカルタゴへ送り返した。そして兵士たちが支払われるべき数年分の報酬を速やかに受け取り、すぐに帰路につくものと見込んでいた。しかし、カルタゴ政府は報酬を支払わずに全ての部隊が到着するまで待ち、交渉によってより少ない報酬で解決を図ろうとした。そして帰還した部隊をカルタゴから180キロメートル離れたシッカ・ウェネリア（現在のケフ）へ移動させた。
長期に及んだ軍隊の規律から解放され、するべきことがなくなった兵士たちは仲間内で不満を漏らし、全額に満たない額で支払いを済ませようとするカルタゴ人のあらゆる試みを拒否した。カルタゴ側の交渉人による報酬の引き下げの試みに失望した20,000人に及ぶシチリアからの帰還兵はカルタゴから16キロメートル離れたチュニスに進軍した。パニックに陥ったカルタゴの元老院は満額での支払いに同意した。しかし、反乱を起こした軍の一団はさらなる要求を突きつけてきた。軍隊の間で評判の良かったギスコは紀元前241年の後半にシチリアから呼び戻され、支払うべき報酬の大部分をまかなえるだけの資金を持って相手側の陣営へ派遣された。ギスコは残金については調達でき次第支払うと約束して報酬の支払いを始めたが、この時に軍内の統制が崩れた。一部の兵士たちがカルタゴとの取引は受け入れられないと主張して暴動を起こし、カルタゴに忠実な兵士たちが投石によって殺害された。さらにギスコとその部下たちは捕らえられ、ギスコが持ち運んできた資金は差し押さえられた。
反乱を起こした兵士たちは二人の人物を司令官であると宣言した。一人はローマの逃亡奴隷であり、もし再び捕らえられることがあれば拷問による死に直面することになるスペンディウス、もう一人はカルタゴのアフリカ領内における増税に対する大ハンノの態度に不満を抱いていたベルベル人のマトスである。カルタゴの領土の中核地帯に豊富な軍務経験を持つ反カルタゴ軍が結成されたという情報は瞬く間に広まった。そして多くの都市や町が同様に反乱を起こし、食糧や資金とともに援軍が押し寄せた。歴史家のポリュビオスは最終的に70,000人が反乱軍の兵士として採用されたと述べているが、これらの兵士の多くは実際にはカルタゴの報復攻撃から地元の町を守るために足止めを強いられていたとみられている。結局、傭兵の報酬をめぐる争議は本格的な反乱へ発展することになった。その後3年間続いたこの戦争は傭兵戦争の名で知られ、国家としてのカルタゴの存在を脅かした。

### 大ハンノの軍事行動

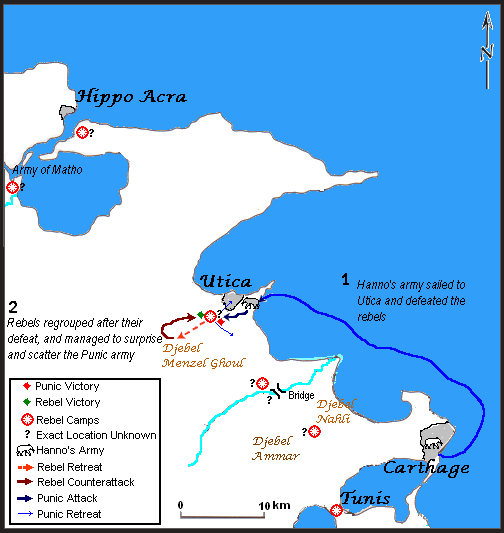
ウティカの戦いにおける軍事行動を示した地図

大ハンノはカルタゴのアフリカ人部隊の司令官として戦地に赴いた。大ハンノの部隊に属していたほとんどのアフリカ人はカルタゴに対する忠誠を維持しており、同時に対立する同胞のアフリカ人の行動にも慣れていた。また、アフリカ人以外で構成され、シチリアから追われた後もカルタゴに駐屯し続けていた大ハンノの部隊も同様に忠誠を保っていた。シチリアに残っていた僅かな部隊もそれまでの報酬を全て支払われて大ハンノの下に再配置され、新たな兵士を雇うための資金も調達された。さらに、人数は不明なもののカルタゴ市民の兵士も大ハンノの部隊に編入された。この大ハンノの軍隊が編成される頃には反乱軍はすでにウティカとヒッポ（現在のビゼルト）を封鎖していた。
大ハンノは紀元前240年の初頭にウティカを救援するために軍隊を率いて出発した。また、この軍隊は100頭の戦象と攻城兵器も伴っていた。カルタゴ軍はウティカの戦いで反乱軍の陣地を急襲し、戦象が都市を包囲する反乱軍の部隊を一掃した。そして敵の陣地を占領すると大ハンノは意気揚々と都市に入った。しかし、シチリアの戦場で鍛えられていた熟練兵たちは近隣の丘に再集結し、カルタゴ軍の追跡を受けることなくウティカへ引き返してきた。ヌミディアの諸都市の市民軍と対峙した際の戦い方に慣れていたカルタゴ軍は、まだ勝利を祝っている最中に反乱軍による反撃を受けた。最終的にカルタゴ軍はともに持ち運んでいた物資や攻城兵器を失い、多大な犠牲者を出しながら逃亡した。同じ年の残りの期間、大ハンノは反乱軍との小競り合いに終始し、再三にわたって会戦に持ち込む機会や敵を不利な状況に追い込む機会を逃した。軍事史家のナイジェル・バグナルは、大ハンノの「野戦軍の指揮官としての能力不足」について指摘している。スペンディウスが指揮を執り、ウティカで野営していた反乱軍は15,000人に増強され、チュニスに存在するカルタゴの要塞とそこからカルタゴを結ぶ陸路の交通を妨害し続けた。さらに、バグラダス川（現在のメジェルダ川）の下流に架かる唯一の橋がある場所に要塞化された陣地を築き、そこに10,000人の部隊を配置した。

## 戦闘

### 戦いの序章

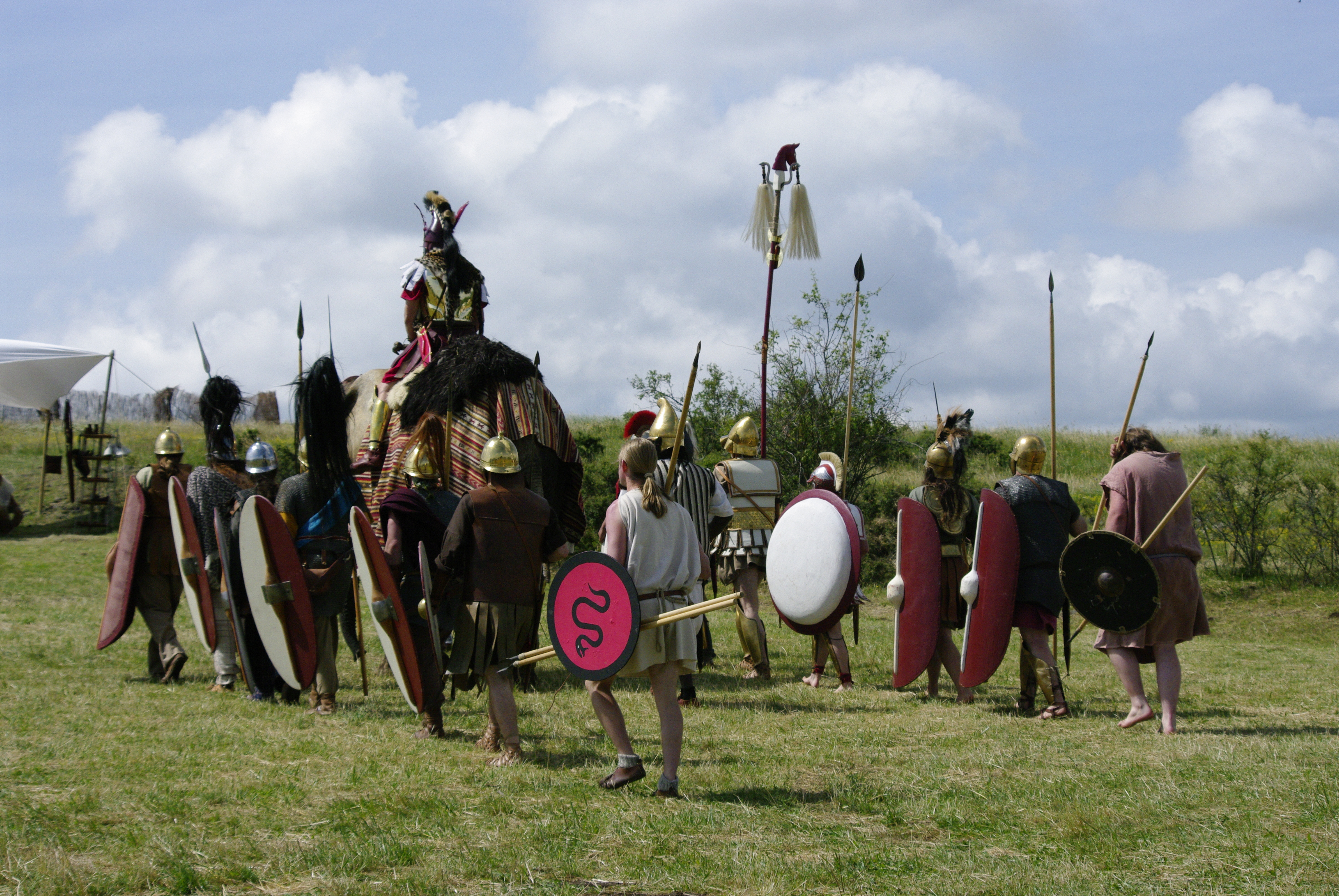
カルタゴ軍の兵士と戦象の再現（2012年）

紀元前240年のある時期にカルタゴはおよそ10,000人の新たな軍隊を編成した。この軍隊には反乱軍の脱走兵、新しく雇われた傭兵、市民兵、2,000人の騎兵、そして70頭の戦象が含まれていた。また、軍隊は第一次ポエニ戦争の最後の6年間にシチリアでカルタゴ軍を率いていたハミルカルの指揮下に置かれた。しかし、この軍隊の規模は強力な反乱軍に対して攻撃を仕掛けるには危険なほど小規模であり、特に直接的な攻撃に出るのは危険であった。カルタゴ軍が作戦行動を自由に展開できるようにするためにはバグラダス川の対岸の地点を押さえる必要があったが、対岸地点を守り、数で勝っている反乱軍に対して渡河を強行するだけの戦力は有していなかった。
バグラダス川の河口には河口を横切る水面下の砂州があった。通常ではこの砂州を歩いて渡るにはかなりの水深があるものの、ハミルカルは東から強い風が吹くと砂州を渡れるほどバグラダス川の流れが十分に押し止められることを知っていた。一方で反乱軍側はこのことを知らなかったとみられている。強い東風が吹く中、ハミルカルは夜間にバグラダス川の河口に向けてカルタゴから極秘に軍隊を地峡の北側に沿って進軍させた。そしてカルタゴから16キロメートルの距離を移動した軍隊は反乱軍に気付かれることなく夜明けにバグラダス川の砂州を渡り、アフリカの田園地帯で自由に作戦行動を起こせるようになった。

### 軍隊の構成
カルタゴの軍隊はほぼ常に外国人で構成されており、カルタゴ市民はカルタゴに対する直接的な脅威があった場合にのみ軍隊に加わった。ローマ人による史料はこれらの外国人兵士を軽蔑を込めて「傭兵」と呼んでいるが、現代の西洋古典学者のエイドリアン・ゴールズワーシーは、このような見方を「甚だしく単純化し過ぎ」であると述べている。実際にはカルタゴの外国人兵士たちは多様な取り決めの下で軍務に就いていた。例えば同盟関係にある都市や王国の正規軍が公的な協定の一環としてカルタゴに派遣される場合もあった。また、これらの外国人の大半は北アフリカ出身者であった。
リビア人は大きな盾、兜、短剣、そして長槍を装備した密集隊形の歩兵と槍を装備した突撃騎兵（重装騎兵としても知られる）を供給し、どちらの部隊も規律と耐久力に優れていることで知られていた。ヌミディア人は接近戦を回避し、遠距離から槍を投げる軽装騎兵と、投槍を装備した軽装歩兵からなる散兵を供給した。リビア人の歩兵とカルタゴの市民兵はファランクスとして知られる密集陣形で戦っていた。ヒスパニアとガリアからは経験豊富な歩兵が供給されていた。これらの歩兵部隊は鎧を装着していなかったが、猛烈な突撃を見せる一方で戦闘が長引くと離脱するという評判があった。バレアレス諸島からは投石を専門とする兵士が採用された。また、必要な兵力を埋め合わせるためにシチリアとイタリア出身の兵士も戦時中に合流していた。当時の北アフリカにはアフリカ原産のマルミミゾウが生息しており、カルタゴ人はこれらの象を頻繁に戦象として活用していた。ただし、これらの戦象が戦闘要員を乗せた櫓を移動させるために使われていたのかどうかは史料上明らかではない。
反乱軍はカルタゴ軍と似た構成と装備を持ち、シチリアでの豊富な経験を持つ部隊も新たに加わっていたと考えられている。反乱軍のほとんどは歩兵で構成されており、騎兵についてはカルタゴ軍よりも小規模であり兵士の質でも劣っていた。さらに反乱軍は戦象を全く保有していなかった。

### 交戦

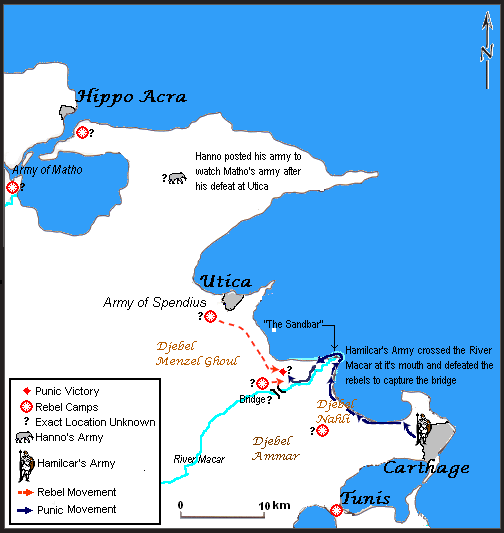
バグラダス川の戦いに至るまでの両軍の行動を示した地図

カルタゴ軍は部隊を編成して進軍したのち、食事と休息を取ったが、恐らくその間にそれぞれバグラダス川に架かる橋とウティカに展開されていた反乱軍がカルタゴ軍と対決するために急遽移動を始めた。スペンディウスはウティカの反乱軍の大半を南方のカルタゴ軍に向けて移動させ、橋を守っていた兵士もほぼ全員移動させた。反乱軍の規模は10,000人のカルタゴ軍よりも多い20,000人以上（恐らくは25,000人）に達していた。西と北から迫られ、それぞれ自軍とほぼ同じ戦力を擁する反乱軍の部隊に直面したハミルカルは、軍をバグラダス川の河岸に沿って橋のある方向へ進めさせた。ハミルカルのこの行動の意図は、恐らくウティカからの援軍で敵軍が強化されてしまう前に橋の反乱軍を攻撃し、徹底した打撃を加えることにあった。カルタゴ軍は前方に70頭の戦象、その後ろには重装騎兵と軽装歩兵、さらにその後方には重装歩兵を並べていくつかの隊列を組んでおり、それぞれの部隊の間には間隔が取られていた。ただし、騎兵の偵察部隊、あるいは先導部隊がこの軍隊に存在していたのかどうかは史料上明らかではない。
カルタゴ軍の多くは新規に補充された兵士によって構成されていたが、ハミルカルはカルタゴを出発する前に何度か演習を実施し、戦場での基本的な作戦行動を教え込むことができた。二つの反乱軍の部隊がはっきりと視界に入るとカルタゴ軍は反対方向に向きを変えて退いていった。そしてそのまま整然と行進を続け、カルタゴで訓練していた事前の作戦行動の計画を実行に移した。これに対し反乱軍の兵士の多くは経験が浅く、カルタゴ軍が逃げ出したものと思い込んだ。そして互いに励まし合いながら敵を追跡するために駆け出した。スペンディウスは数で劣るカルタゴ軍を二つの部隊で河岸へ追い込み、一方の部隊でカルタゴ軍の動きを抑えつつもう一方の部隊で側面から包囲しようとした。しかし、敵軍を追跡する際に自軍が急速に動き出してしまったことでスペンディウスは双方の部隊を十分に制御することができなかった。

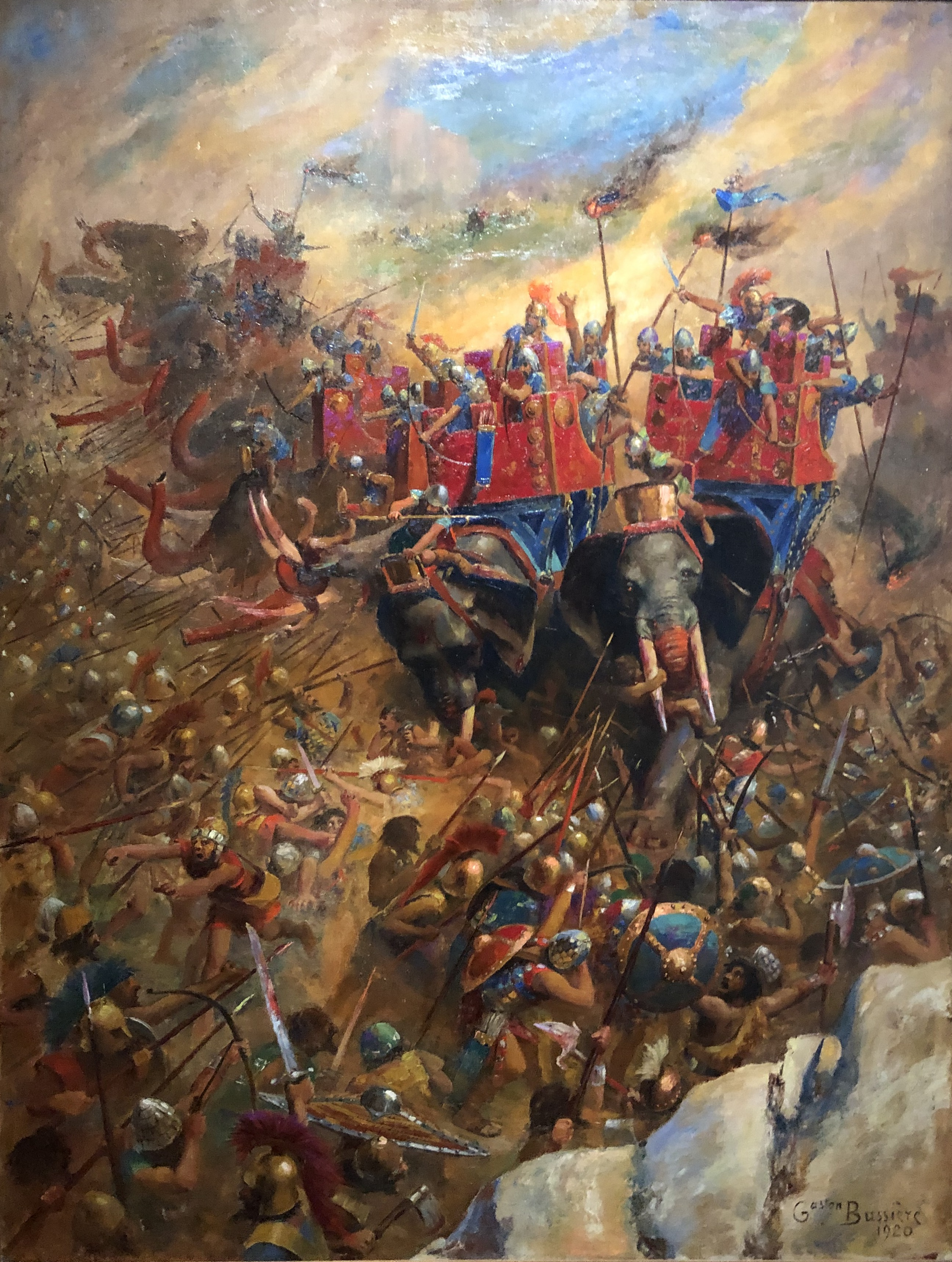
1920年にフランスの画家のガストン・ビュシエールが描いたバグラダス川におけるカルタゴの戦象の突撃。ただし、戦象が実際に戦闘要員を乗せた櫓を運んでいたのかどうかは不明である。

ハミルカルは反乱軍がおよそ500メートルの距離に迫ったところで再び重装歩兵に向きを反転させて戦闘態勢に入るように命じた。そして騎兵とその後に続く戦象が重装歩兵の部隊に近づくと、同様に反乱軍と対峙するためにそれぞれ順番に向きを反転するように命じた。現代の歴史家であるデクスター・ホヨスは、「このような機動作戦は隊列を組んで行進するという絶対的な基本を一度習得すればどのような軍隊でも学ぶことが可能な非常に単純なものだった」と強調している。反乱軍の先頭集団は突如として動揺した敵を追っているのではなく隊列を組んだ戦象と騎兵の集団、そしてその背後を進む7,000人を超える重装歩兵に至近距離で直面していることに気づいた。この時点までに反乱軍は完全に隊形を崩しており、部隊のまとまりさえも失っていた。先頭にいた反乱軍の部隊はパニックに陥り総崩れとなった。敗走した集団の一部はまだカルタゴ軍に向かって突進していた第二集団に妨害され、その第二集団の兵士が先頭集団の兵士の逃亡を阻止しようとしたことで味方同士の殴り合いさえ起こった。そしてこの混乱の中にカルタゴ軍の戦象と騎兵が突入してきた。ポリュビオスは、「騎兵と戦象が至近距離から攻撃してきたため、多くの者が踏みつぶされた」と記している。
デクスター・ホヨスは、カルタゴの戦象と騎兵が敗走する多数の反乱軍の兵士の行く手を遮り、バグラダス川に追い詰め、整然と進軍するカルタゴ軍の重装歩兵がこれらの追い詰められた兵士を容易に殺害するか捕虜にしたと推測している。また、カルタゴ軍の軽装歩兵は戦場一帯に散らばり、負傷した兵士や敗残兵を掃討したであろうと述べている。生き残った反乱軍の兵士たちは元の場所へ逃げ戻った。ハミルカルは直ちに自軍の歩兵をバグラダス川に架かる橋を守っている敵の陣地に向けて進軍させた。橋の陣地でどうにか一休止を入れた反乱軍は戦闘に関与しなかった小規模な橋の守備隊を引き連れてチュニスに向かい逃走を続けた。スペンディウスはこの逃走する部隊とともに行動していたと思われるが、依然として部隊を全く制御できずにいた。反乱軍の損害は死者6,000人と捕虜2,000人に達した。この戦闘の結果、ハミルカルは戦略面における主導権と自分自身が強く望んでいた作戦行動を自由に起こせる環境を手に入れた。

## 戦闘後の経過
大ハンノが北のヒッポの近郊でマトスに対する作戦を練っている間にハミルカルは反乱軍の手に渡っていたいくつかの町や都市と対峙し、さまざまな外交努力と実力行使を組み合わせることでこれらの都市のカルタゴに対する忠誠を取り戻した。ハミルカルは規模で勝る反乱軍に追われていたが、反乱軍はハミルカルの騎兵隊と戦象を恐れたために荒れた土地に留まり、直接攻撃する代わりにハミルカルの偵察部隊や食糧を探す部隊を襲撃した。その後、ハミルカルはウティカの南西の山中に軍隊を移動させ、反乱軍を誘い込もうとしたが、逆に包囲を受けて危機的な状況に陥った。しかし、シチリアでハミルカルに仕え、ハミルカルを高く評価していたヌミディア人の指導者であるナラウアスが2,000人の騎兵隊を引き連れてカルタゴ軍に帰順してきたことでカルタゴ軍は危機を脱した。この出来事は反乱軍にとって致命的なものとなり、その後に起こった戦闘で反乱軍は10,000人の死者を出し、4,000人を捕虜で失った。
この裏切りに憤慨したスペンディウスはカルタゴ軍の捕虜を拷問にかけ、切り刻んで殺害させた。同様にハミルカルもすでに捕らえられていた捕虜や新たな捕虜を象に踏みつけさせて殺害した。カルタゴ軍は反乱軍に対し厳しく苦しい戦いを続けたが、徐々に反乱軍を消耗させていき、紀元前238年に起こったレプティス・パルウァの戦いで反乱の最終的な鎮圧に成功した。